# Доктор Кто: Возвращение к истории
«Доктор Кто: Возвращение к истории» (англ. Doctor Who: The Doctors Revisited) — документальный 11-серийный фильм, созданный к 50-летию британского научно-фантастического телесериала «Доктор Кто».

## О фильме
Каждый эпизод фильма рассказывает об определённом воплощении Доктора в хронологическом порядке, а также о его эпохе в сериале. Фильм выходит каждый месяц на канале BBC America, начиная с января 2013 года, и затем идёт серия телесериала из эпохи, описанной в фильме.

## Список выпусков
| №  | Доктор                              | Дата выхода      |
| -- | ----------------------------------- | ---------------- |
| 1  | Первый Доктор (Уильям Хартнелл)     | 27 января 2013   |
| 2  | Второй Доктор (Патрик Траутон)      | 24 февраля 2013  |
| 3  | Третий Доктор (Джон Пертви)         | 31 марта 2013    |
| 4  | Четвёртый Доктор (Том Бейкер)       | 28 апреля 2013   |
| 5  | Пятый Доктор (Питер Дэвисон)        | 26 мая 2013      |
| 6  | Шестой Доктор (Колин Бейкер)        | 29 июня 2013     |
| 7  | Седьмой Доктор (Сильвестр Маккой)   | 27 июля 2013     |
| 8  | Восьмой Доктор (Пол Макганн)        | 31 августа 2013  |
| 9  | Девятый Доктор (Кристофер Экклстон) | 29 сентября 2013 |
| 10 | Десятый Доктор (Дэвид Теннант)      | 27 октября 2013  |
| 11 | Одиннадцатый Доктор (Мэтт Смит)     | Ноябрь 2013      |